# Північний союз (Афганістан)

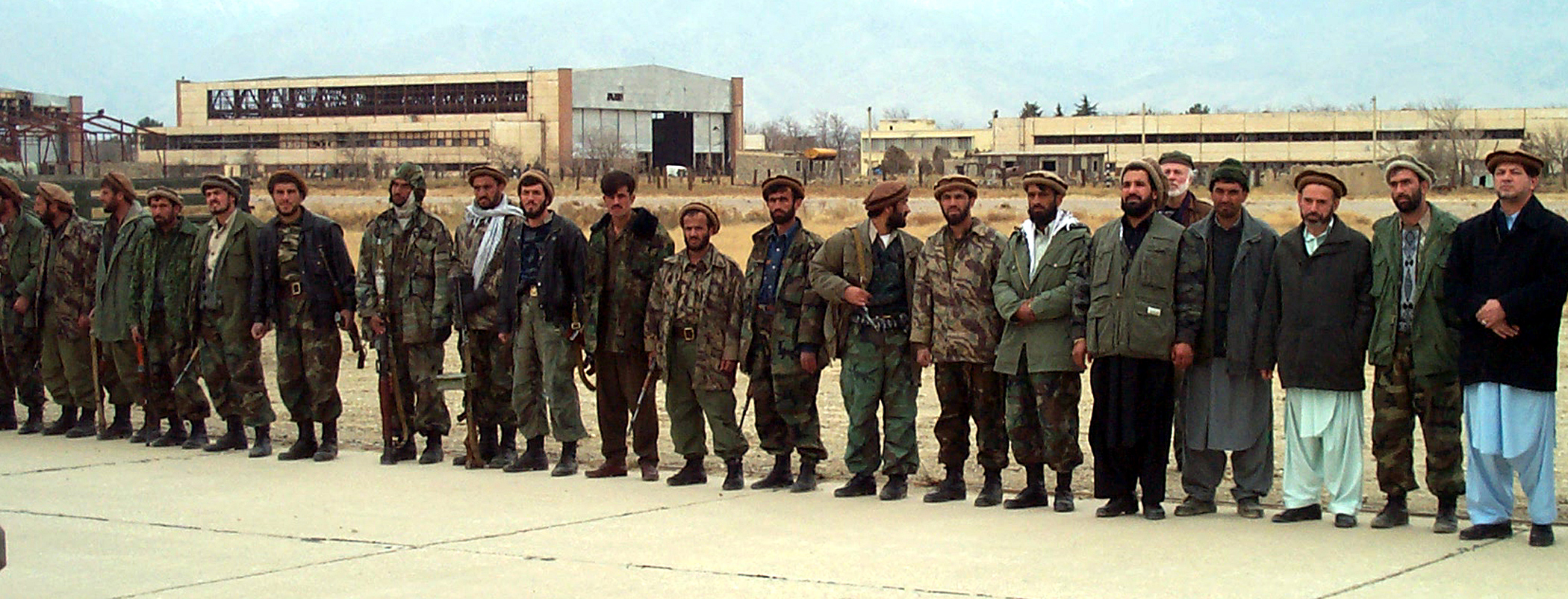
Війська Північного альянсу вишикувались в лінію поряд зі злітно-посадковою смугою на Авіабазі Баграм, 16 грудня 2001 року

Об'єднаний ісламський фронт порятунку Афганістану (дарі جبهه متحد اسلامی ملی برای نجات افغانستان Jabha-ye Muttahid-e Islāmī-ye Millī barāye Najāt-e Afğānistān), також відомий як Північний алья́нс (пушту د شمال ائتلاف Da Šumāl E'tilāf або дарі ائتلاف شمال E'tilāf Šumāl або اتحاد شمال Ettehād Šumāl) — об'єднання низки польових командирів Афганістану, що сформувалось 1996 року.

## Історія створення
Джаміати-Ісламі виникла на базі однієї з семи партій моджахедів, що мала у 1980-их роках резиденцію в пакистанському місті Пешаварі. Хезбе вахдат, покликана захищати інтереси хазарейців, утворена 1989 року шляхом злиття шиїтських політичних угрупувань, які базувались у 1980-их роках в іранській столиці Тегерані.
Тоді ставало все більш ясно, що Москва не тільки скорочує підтримку Кабула, але й готова на кроки, які б вели до усунення режиму Наджибулли. Слідом за цим у вересні 1991 року держсекретар США Джеймс Бейкер та новий міністр закордонних справ СРСР Борис Панкін підписали угоду про припинення постачання зброї сторонам конфлікту в Афганістані з 1 січня 1992 року. Було також припинене постачання з СРСР боєприпасів і пального. У грудні 1991 року СРСР припинив своє існування.
Лідер афганських таджиків Ахмад Шах Масуд, узбецький лідер Абдул-Рашид Дустум, голова партії хазарейців-шиїтів «Хезб-е вахдат» («Партія єдності») Абдул Алі Мазарі та лідер афганських ісмаїлітів Мансур Надері підбурили повстання проти Кабула на півночі країни, й у квітні 1992 року комуністична влада припинила існувати. Альянс діяв стрімко і встиг увійти до Кабула до прибуття туди загонів пуштунських моджахедів, забезпечивши собі міцні позиції в столиці. Створений там уряд (Масуд обійняв у ньому пост міністра оборони) з представництвом майже всіх ключових партій виявився, однак, недовговічним та, потерпаючи від внутрішніх суперечностей, невдовзі розвалився. Настала сильна смута з військовими сутичками між ворожими «партіями» та «фронтами». Край їй поклав рух «Талібан», який 1996 року захопив Кабул.
Північний альянс відродився до життя для чинення опору пуштунській експансії. Його очолив Ахмад Шах Масуд. Північний схід країни Масуд відстояв.
Масуд зумів заручитись підтримкою Росії, Заходу, Ірану й Таджикистану, отримавши нове озброєння та набувши стратегічної глибини для свого анклаву.
Принаймні з 1999 року Північний Альянс встановив тісні зв'язки з ЦРУ, про що писав у своїй книзі «В центрі шторму» директор ЦРУ Джордж Тенет: «Упродовж двох років, які передували 11 вересня, групи ЦРУ, розгорнуті в Панджшерській ущелині на півночі Афганістану, п'ять разів зустрічались з різними польовими командирами, передусім з Ахмад-Шахом Масудом, главою Північного Альянсу».

## Північний Альянс після загибелі Масуда
9 вересня 2001 року два терористи-смертники під виглядом тележурналістів, які брали інтерв'ю у лідера Північного альянсу, привели в дію вибуховий пристрій, вмонтований у телекамеру. Упродовж тижня стан речей ретельно приховувався від широкого загалу, навіть близькі родичі Масуда, люди з його оточення, високопоставлені дипломати в один голос запевняли, що афганського воєначальника поранено, але його життя у безпеці. Ці відомості не підтвердились: Масуд помер від отриманих поранень. 16 вересня 2001 року його було поховано у Панджшерській ущелині.
Наступником Масуда став 44-річний генерал Мухаммед Фахімхан. 13 вересня генерал був офіційно представлений в Душанбе офіційним особам Ірану, Росії, Індії, Таджикистану, Узбекистану, які терміново зібрались на нараду з приводу обстановки в Афганістані. Мухаммед Фахімхан був їм добре знайомим. Він закінчив теологічний факультет Кабульського університету, воював ще проти Радянської армії, 1992 року був призначений міністром безпеки, останнім часом був радником Ахмад Шаха Масуда.